# Skilanglauf-Australia/New-Zealand-Cup 2016
Der Skilanglauf-Australia/New-Zealand-Cup 2016 war eine von der FIS organisierte Wettkampfserie, die zum Unterbau des Skilanglauf-Weltcups 2016/17 gehört. Sie begann am 6. August 2016 im australischen Perisher Valley und endete am 11. September 2016 im neuseeländischen Snow Farm.  Die Gesamtwertung bei den Männern gewann Phillip Bellingham. Er siegte bei zwei von acht Rennen. Bei den Frauen wurde Katerina Paul in der Gesamtwertung Erste.

## Männer

### Resultate
| 1. Australia/New-Zealand-Cup in Perisher Valley, 6. und 7. August 2016 | 1. Australia/New-Zealand-Cup in Perisher Valley, 6. und 7. August 2016 | 1. Australia/New-Zealand-Cup in Perisher Valley, 6. und 7. August 2016 | 1. Australia/New-Zealand-Cup in Perisher Valley, 6. und 7. August 2016 | 1. Australia/New-Zealand-Cup in Perisher Valley, 6. und 7. August 2016 |
| ---------------------------------------------------------------------- | ---------------------------------------------------------------------- | ---------------------------------------------------------------------- | ---------------------------------------------------------------------- | ---------------------------------------------------------------------- |
| Datum                                                                  | Disziplin                                                              | Erster Platz                                                           | Zweiter Platz                                                          | Dritter Platz                                                          |
| 6. August 2016                                                         | Sprint klassisch                                                       | Mark Pollock                                                           | Phillip Bellingham                                                     | Markus Wirstad                                                         |
| 7. August 2016                                                         | 10 km Freistil                                                         | Mark Pollock                                                           | Nick Montgomery                                                        | Phillip Bellingham                                                     |

| 2. Australia/New-Zealand-Cup und Kangaroo Hoppet in Falls Creek, 20., 21. und 27. August 2016 | 2. Australia/New-Zealand-Cup und Kangaroo Hoppet in Falls Creek, 20., 21. und 27. August 2016 | 2. Australia/New-Zealand-Cup und Kangaroo Hoppet in Falls Creek, 20., 21. und 27. August 2016 | 2. Australia/New-Zealand-Cup und Kangaroo Hoppet in Falls Creek, 20., 21. und 27. August 2016 | 2. Australia/New-Zealand-Cup und Kangaroo Hoppet in Falls Creek, 20., 21. und 27. August 2016 |
| --------------------------------------------------------------------------------------------- | --------------------------------------------------------------------------------------------- | --------------------------------------------------------------------------------------------- | --------------------------------------------------------------------------------------------- | --------------------------------------------------------------------------------------------- |
| Datum                                                                                         | Disziplin                                                                                     | Erster Platz                                                                                  | Zweiter Platz                                                                                 | Dritter Platz                                                                                 |
| 20. August 2016                                                                               | Sprint Freistil                                                                               | Phillip Bellingham                                                                            | Jackson Bursill                                                                               | Damon Morton                                                                                  |
| 21. August 2016                                                                               | 15 km klassisch                                                                               | Phillip Bellingham                                                                            | Nick Montgomery                                                                               | Jackson Bursill                                                                               |
| 27. August 2016                                                                               | 42 km Freistil Mst.                                                                           | Matthew Phillip Gelso                                                                         | Phillip Bellingham                                                                            | Nick Montgomery                                                                               |

| 3. Australia/New-Zealand-Cup in Snow Farm, 9. bis 11. September 2016 | 3. Australia/New-Zealand-Cup in Snow Farm, 9. bis 11. September 2016 | 3. Australia/New-Zealand-Cup in Snow Farm, 9. bis 11. September 2016 | 3. Australia/New-Zealand-Cup in Snow Farm, 9. bis 11. September 2016 | 3. Australia/New-Zealand-Cup in Snow Farm, 9. bis 11. September 2016 |
| -------------------------------------------------------------------- | -------------------------------------------------------------------- | -------------------------------------------------------------------- | -------------------------------------------------------------------- | -------------------------------------------------------------------- |
| Datum                                                                | Disziplin                                                            | Erster Platz                                                         | Zweiter Platz                                                        | Dritter Platz                                                        |
| 9. September 2016                                                    | Sprint klassisch                                                     | Andrew Newell                                                        | Hwang Jun-ho                                                         | Benjamin Saxton                                                      |
| 10. September 2016                                                   | 15 km klassisch Mst.                                                 | Andrew Newell                                                        | Benjamin Saxton                                                      | Noah Hoffman                                                         |
| 11. September 2016                                                   | 10 km Freistil                                                       | Simeon Hamilton                                                      | Cho Yong-jin                                                         | Hwang Jun-ho                                                         |

### Gesamtwertung Männer
| Rang | Name               | Punkte |
| ---- | ------------------ | ------ |
| 1    | Phillip Bellingham | 420    |
| 2    | Nick Montgomery    | 315    |
| 3    | Jackson Bursill    | 285    |
| 4    | Mark Pollock       | 272    |
| 5    | Ewan Watson        | 210    |
| 6    | Andrew Newell      | 200    |
| 7    | Christopher Cook   | 182    |
| 8    | Simeon Hamilton    | 160    |
| 9    | Benjamin Saxton    | 160    |
| 10   | Damon Morton       | 160    |

| Rang | Name                  | Punkte |
| ---- | --------------------- | ------ |
| 10.  | Hwang Jun-ho          | 160    |
| 12.  | Cho Yong-jin          | 145    |
| 13.  | Daniel Sarri          | 143    |
| 14.  | Abe Wright            | 127    |
| 15.  | Kim Eun-ho            | 126    |
| 16.  | Park Seong-beom       | 125    |
| 17.  | Noah Hoffman          | 105    |
| 18.  | Matthew Phillip Gelso | 100    |
| 19.  | Bentley Walker-Broose | 100    |
| 20.  | Dominic Cooper        | 94     |

| Rang | Name             | Punkte |
| ---- | ---------------- | ------ |
| 21.  | Matthew Bull     | 92     |
| 22.  | Daniel Walker    | 76     |
| 23.  | Kim Min-woo      | 65     |
| 24.  | Markus Wirstad   | 60     |
| 25.  | Will Neuhaus     | 60     |
| 26.  | Vahur Teppan     | 32     |
| 27.  | Siim Eilo        | 26     |
| 28.  | Kaupo Tammemä    | 24     |
| 29.  | Kristian Holmsen | 22     |

## Frauen

### Resultate
| 1. Australia/New-Zealand-Cup in Perisher Valley, 6. und 7. August 2016 | 1. Australia/New-Zealand-Cup in Perisher Valley, 6. und 7. August 2016 | 1. Australia/New-Zealand-Cup in Perisher Valley, 6. und 7. August 2016 | 1. Australia/New-Zealand-Cup in Perisher Valley, 6. und 7. August 2016 | 1. Australia/New-Zealand-Cup in Perisher Valley, 6. und 7. August 2016 |
| ---------------------------------------------------------------------- | ---------------------------------------------------------------------- | ---------------------------------------------------------------------- | ---------------------------------------------------------------------- | ---------------------------------------------------------------------- |
| Datum                                                                  | Disziplin                                                              | Erster Platz                                                           | Zweiter Platz                                                          | Dritter Platz                                                          |
| 6. August 2016                                                         | Sprint klassisch                                                       | Katerina Paul                                                          | Stella Ajani                                                           | Ella Jackson                                                           |
| 7. August 2016                                                         | 5 km Freistil                                                          | Lillian Boland                                                         | Katerina Paul                                                          | Aimee Watson                                                           |

| 2. Australia/New-Zealand-Cup und Kangaroo Hoppet in Falls Creek, 20., 21. und 27. August 2016 | 2. Australia/New-Zealand-Cup und Kangaroo Hoppet in Falls Creek, 20., 21. und 27. August 2016 | 2. Australia/New-Zealand-Cup und Kangaroo Hoppet in Falls Creek, 20., 21. und 27. August 2016 | 2. Australia/New-Zealand-Cup und Kangaroo Hoppet in Falls Creek, 20., 21. und 27. August 2016 | 2. Australia/New-Zealand-Cup und Kangaroo Hoppet in Falls Creek, 20., 21. und 27. August 2016 |
| --------------------------------------------------------------------------------------------- | --------------------------------------------------------------------------------------------- | --------------------------------------------------------------------------------------------- | --------------------------------------------------------------------------------------------- | --------------------------------------------------------------------------------------------- |
| Datum                                                                                         | Disziplin                                                                                     | Erster Platz                                                                                  | Zweiter Platz                                                                                 | Dritter Platz                                                                                 |
| 20. August 2016                                                                               | Sprint Freistil                                                                               | Kelsey Phinney                                                                                | Mary Rose                                                                                     | Deedra Irwin                                                                                  |
| 21. August 2016                                                                               | 10 km klassisch                                                                               | Chisa Obayashi                                                                                | Mary Rose                                                                                     | Deedra Irwin                                                                                  |
| 27. August 2016                                                                               | 42 km Freistil Mst.                                                                           | Deedra Irwin                                                                                  | Mary Rose                                                                                     | Aimee Watson                                                                                  |

| 3. Australia/New-Zealand-Cup in Snow Farm, 9. bis 11. September 2016 | 3. Australia/New-Zealand-Cup in Snow Farm, 9. bis 11. September 2016 | 3. Australia/New-Zealand-Cup in Snow Farm, 9. bis 11. September 2016 | 3. Australia/New-Zealand-Cup in Snow Farm, 9. bis 11. September 2016 | 3. Australia/New-Zealand-Cup in Snow Farm, 9. bis 11. September 2016 |
| -------------------------------------------------------------------- | -------------------------------------------------------------------- | -------------------------------------------------------------------- | -------------------------------------------------------------------- | -------------------------------------------------------------------- |
| Datum                                                                | Disziplin                                                            | Erster Platz                                                         | Zweiter Platz                                                        | Dritter Platz                                                        |
| 9. September 2016                                                    | Sprint klassisch                                                     | Ida Sargent                                                          | Jessie Diggins                                                       | Sophie Caldwell                                                      |
| 10. September 2016                                                   | 10 km klassisch Mst.                                                 | Jessie Diggins                                                       | Ida Sargent                                                          | Sophie Caldwell                                                      |
| 11. September 2016                                                   | 5 km Freistil                                                        | Elizabeth Stephen                                                    | Lee Chae-won                                                         | Aimee Watson                                                         |

### Gesamtwertung Frauen
| Rang | Name              | Punkte |
| ---- | ----------------- | ------ |
| 1.   | Katerina Paul     | 403    |
| 2.   | Aimee Watson      | 314    |
| 3.   | Mary Rose         | 240    |
| 4.   | Deedra Irwin      | 220    |
| 5.   | Elizabeth Stephen | 181    |
| 6.   | Ida Sargent       | 180    |
| 6.   | Jessie Diggins    | 180    |
| 8.   | Stella Ajani      | 175    |
| 9.   | Lillian Boland    | 166    |
| 10.  | Ellie Phillips    | 163    |

| Rang | Name              | Punkte |
| ---- | ----------------- | ------ |
| 11.  | Ella Jackson      | 152    |
| 12.  | Lee Chae-won      | 148    |
| 13.  | Alecia Phillips   | 144    |
| 14.  | Kelsey Phinney    | 140    |
| 15.  | Chisa Obayashi    | 136    |
| 16.  | Sophie Caldwell   | 120    |
| 17.  | Gabrielle Hawkins | 112    |
| 18.  | Ashleigh Spittle  | 109    |
| 19.  | Ju Hye-ri         | 106    |
| 20.  | Nora Ulvang       | 100    |

| Rang | Name            | Punkte |
| ---- | --------------- | ------ |
| 20.  | Katherine Ogden | 100    |
| 22.  | Phoebe Cridland | 99     |
| 23.  | Annie Pokorny   | 90     |
| 24.  | Je Sang-Mi      | 88     |
| 25.  | Erika Flowers   | 85     |
| 26.  | Sabrina Howell  | 80     |
| 27.  | Sarah Slattery  | 78     |
| 28.  | Han Da-som      | 74     |
| 29.  | Emily Champion  | 65     |
| 30.  | Runa Ulvang     | 60     |